# Aeroporto de Bruxelas
O Aeroporto de Bruxelas-Nacional, também conhecido como Aeroporto de Zaventem (IATA: BRU, ICAO: EBBR), é um aeroporto localizado em Zaventem, em Brabante Flamengo.
O aeroporto está equipado com três pistas: uma com 3 638 metros, outra com 3 211 metros e uma terceira com 2 987 metros.
Há rede de transportes (metro/comboio) acessíveis desde o centro da cidade até ao aeroporto. A estação do aeroporto liga a várias estações: De Panne, Ghent, Hasselt, Landen, Leuven, Liège, Nivelles e Quévy.

## História
No ano de 1956, foi aprovada a construção do aeroporto, tendo, nesse mesmo ano, iniciado a sua construção. Durante a Segunda Guerra Mundial, nesse local funcionou uma base aérea militar.

### Tragédias
No dia 15 de fevereiro  de 1961, um Boeing 707 da Sabena despenhou-se quando se preparava para aterrar, levando à morte dos 72 ocupantes e de um agricultor que foi atingido pela queda.

#### Atentado Terrorista
No dia 22 de Março de 2016, dois bombistas suicidas fizeram-se explodir na zona das partidas do aeroporto, de onde resultaram 11 mortos e centenas de feridos.
Os ataques terroristas, semelhantes aos de Paris em Novembro de 2015, foram reivindicados pelo Estado Islâmico do Iraque e do Levante.

## Prémios
O aeroporto em 2005 foi considerado pelo Conselho Internacional de Aeroportos como o melhor aeroporto da Europa, através de um estudo feito com mais de cem mil pessoas.

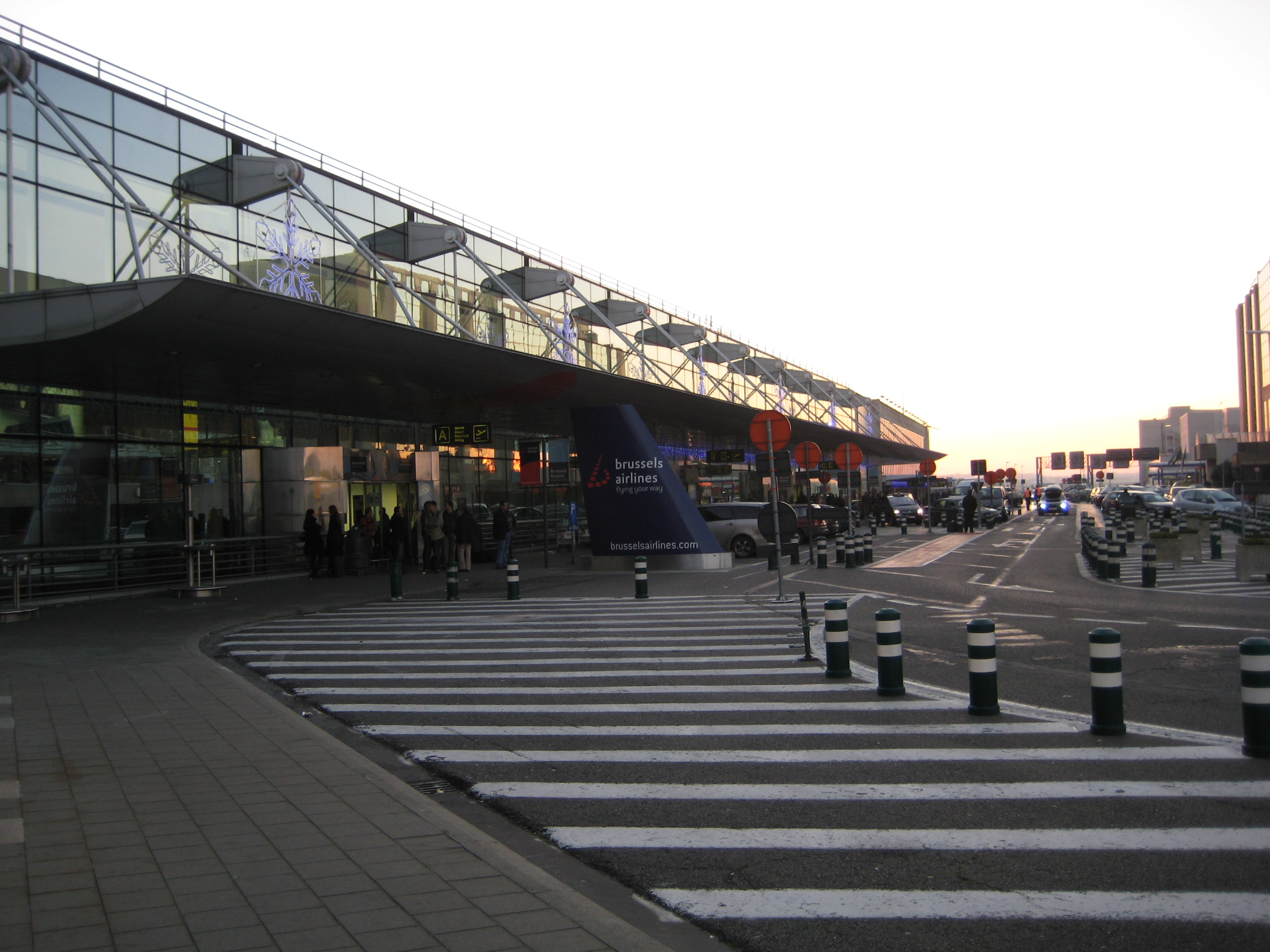
Fachada do Aeroporto de Bruxelas.